# 트윈비 (비디오 게임)
트윈비(TwinBee, ツインビー)는 일본의 코나미가 발매한 아케이드 진행형 슈팅 게임이다. 발매 이후 패미컴, MSX 및 X68000로 이식됐다. 게임보이 어드밴스용 패미컴 미니 시리즈로도 발매됐으며, 닌텐도 3DS로도 출시되었다.

## 게임플레이
총 5개의 스테이지가 있으며 스테이지 5를 클리어하면 다시 스테이지 1로 돌아가 게임이 진행된다. 보스도 등장하며, 점수를 많이 모으는 것이 목적이다. 1인용과 2인용 모두 가능하다. 적의 공격에 맞으면 기체의 팔이 부서지는데 구급차에 타면 팔이 다시 생기고, 팔이 없으면 지상 공격을 할 수 없다.
게임 진행 중에 구름을 총으로 맞추면 종이 나온다. 그 종을 또 총으로 일정량만큼 맞추면 색이 바뀐다. 노란색 종은 먹으면 점수가 500 up. 연속해서 놓치지 않고 먹으면 1개당 10,000점까지 획득하는 점수가 늘어난다. 파란색 종은 기체의 스피드가 올라가고 중첩이 된다. 흰색 종은 총이 두 발씩 나간다.